# Der Rubin-Salamander
Der Rubin-Salamander ist ein deutsches Stummfilmmelodram aus dem Jahre 1918 von und mit Rudolf Biebrach.

## Handlung
Der angesehene Jurist Landgerichtsrat Gottfried Hellberg ist ganz und gar nicht damit einverstanden, dass sich sein jüngerer Bruder Martin mit der Operettensängerin Nelly Sand vermählen will. Auch hat die gefeierte Künstlerin noch einen weiteren Verehrer, den reichen Börsianer Templin, der ihr jeden Tag anonym einen Strauß Narzissen zukommen lässt. Eines Tages kommt Martin bei einer Theateraufführung dahinter, wer der Blumenkavalier ist, und kocht vor Eifersucht. Um noch eins draufzusetzen, lässt Templin bei dem Juwelier Ottrot ein Schmuckstück anfertigen, eine Anstecknadel in Salamander-Form und mit Rubinen verziert. Den lässt er Nelly ganz offiziell als Geschenk übersenden. Doch Nelly hat sich längst für ihren Martin entschieden und lehnt das Präsent ab. Da sie das Schmuckstück als Geschenk nicht annehmen will, solle sie, so wünscht es der Juwelier, angeblich nur pro forma einen Schuldschein unterschreiben. Dieser juristische Kniff soll sich als Finte, als Teil einer Intrige erweisen.
Denn als Martin Templin auf einem Wohltätigkeitsfest öffentlich zurechtweist, weil dieser wieder einmal penetrant der Angebeteten Nelly huldigt, rächt sich Nellys Unterschrift. Templin zeigt ihr den gegengezeichneten Wechsel, den sie nun einlösen solle. Nelly versucht daraufhin, den Schmuck zu verkaufen. Templin bietet ihr den Ankauf an, aber nur unter der Bedingung, dass sie ihn am kommenden Tag zwischen 16 und 17 Uhr besuche und den Schmuck persönlich überreiche. Tatsächlich vollzieht sich die Übergabe reibungslos, dann begibt sich Templin zum Bahnhof, von wo er eine längere Reise anzutreten gedenkt. Hellberg weiß von dieser Entwicklung und auch von Nellys Besuch bei Templin, denn er hatte sie beobachten lassen. Er eilt von einem Jagdausflug fort und kann Templin gerade noch abfangen, um ihn für seine dreisten Aktivitäten endgültig zur Rechenschaft zu ziehen. 
Bei der handfesten Auseinandersetzung entlädt sich Martins Jagdgewehr von selbst, und ein Schuss trifft den Widersacher tödlich. Martin verkriecht sich daraufhin in eine schwere Erkrankung und wird in ein Hospital eingeliefert. In der Zeit seiner Abwesenheit hat der Detektiv, der in Martins Auftrag Nelly überwachen sollte, den Rubin-Salamander an sich genommen und zu Geld gemacht. Schließlich wird erst der Salamanderdieb, dann Martin des Mordes angeklagt, und ausgerechnet dessen Bruder, der Landgerichtsrat, soll den Fall übernehmen. Sich in einer aussichtslosen Lage wähnend, beabsichtigt Martin, sich selbst zu töten. Nelly kommt im letzten Moment hinzu und verhindert, dass es zum Äußersten kommt. Sie entreißt ihm die Waffe und fleht ihn an, wenigstens für sie, wenn schon nicht für sich selbst, zu leben. „Wenn du warten willst auf mich, dann will ich gern alles auf mich nehmen“ sind seine letzten Worte Nelly gegenüber, dann schließt er sie in seine Arme.

## Produktionsnotizen
Der Rubin-Salamander, auch unter der Schreibweise Der Rubinsalamander geführt, entstand im Messter-Film-Atelier in der Blücherstraße 32. Der Film passierte im Mai 1918 die Zensur, erhielt Jugendverbot und wurde im darauf folgenden Monat im Berliner Mozartsaal uraufgeführt. Die Länge des Vierakters maß 1269 Meter und wurde bei der Neuzensurierung im Januar 1923 auf 1230 Meter gekürzt.

## Kritik
„Nach der Novelle von Paul Lindau „Die Brüder“ ist hier eine dramatische Handlung geschaffen worden, die auf starken Eindruck und Wirkung Anspruch erheben kann. Um ein Schmuckstück von seltener Form und Fassung reihen sich Geschehnisse aneinander, die Schicksale bauen und brechen. Bruno Decarli, dessen maßvolles und stilsicheres Künstlertum auch in der Filmdarstellung auffällt, gestaltet die Figur des Martin Hallenberg [sic!]  zu einer lebenswahren, geschlossenen Erscheinung. (…) Der Kampf um die Braut, die, weil Operettendiva, von dem mit Vorurteilen erfüllten Bruder nicht anerkannt wird, die endliche Durchsetzung seiner Werbung, und das Ringen mit dem vermeintlichen Nebenbuhler, sind starke, psychologische Momente. Den technische Anforderungen in der Regie und in der Ausstattung ist in vollstem Maße Rechnung getragen.“